# سعيد جلاب
سعيد جلاب (4 ماي 1964 بعين تموشنت) مهندس دولة في الاقتصاد الزراعي و وزير التجارة الجزائري السابق.

## المسار المهني والمهام السياسية
المسار المهنية لسعيد جلاب:
- نائب مدير التعاون الدولي بوزارة الفلاحة
- مدير مركزي لتنظيم التجارة الخارجية
- مدير مركزي مكلف بمتابعة وتقييم اتفاقيات التبادل الحر
- المدير العام للتجارة الخارجية بوزارة التجارة
- رئيس المفاوضين لتأسيس منطقة التبادل الحر القارية الإفريقية
- عضو في مجموعة المفاوضين لاتفاقية الشراكة مع الاتحاد الأوربي
- عضو في مجموعة المفاوضين لانضمام الجزائر إلى المنظمة العالمية للتجارة